# The Secret Orchard
The Secret Orchard er en amerikansk stumfilm fra 1915 af Frank Reicher.

## Medvirkende
- Cleo Ridgely som Cora May.
- Blanche Sweet som Diane.
- Edward MacKay.
- Gertrude Kellar som Helen.
- Carlyle Blackwell som Dodd.